# اولیویا (کارولینای شمالی)
اولیویا (به انگلیسی: Olivia) یک منطقهٔ مسکونی در ایالات متحده آمریکا است که در کارولینای شمالی واقع شده‌است. اولیویا ۹۲٫۹۷ متر بالاتر از سطح دریا واقع شده‌است.